# Roca Roia (Conca de Dalt)
La Roca Roia (Roca Roja, en el parlar local), és una cinglera del terme municipal de Conca de Dalt, dins de l'antic terme d'Hortoneda de la Conca, del Pallars Jussà. Es troba entre els pobles de Pessonada i d'Herba-savina.
És al nord i nord-oest del poble d'Herba-savina. D'ell arrenca cap al sud-est el Serrat de Resteria, i també forma part del Roc de la Feixa, del qual és l'extrem oriental. És a la part meridional del Serrat de l'Agranador.